# 莫克拉亚奥利霍夫卡农村居民点
莫克拉亚奥利霍夫卡农村居民点（俄语：Мокроольховское сельское поселение）是俄罗斯联邦伏尔加格勒州科托沃区所属的一个农村居民点。其下辖有4个居民点，行政中心为莫克拉亚奥利霍夫卡。据2016年统计，该农村居民点的人口为1505人。